# Nazionale maschile di pallavolo della Turchia
La nazionale maschile di pallavolo della Turchia è una squadra europea composta dai migliori giocatori di pallavolo della Turchia ed è posta sotto l'egida della Federazione pallavolistica della Turchia.

## Rosa
Segue la rosa dei giocatori convocati per la Volleyball Nations League 2024.
| N° | Nome                | Ruolo | Data di nascita   | Squadra        |
| -- | ------------------- | ----- | ----------------- | -------------- |
| 1  | Kaan Gürbüz         | O     | 16 agosto 2001    | Fenerbahçe     |
| 5  | Marko Matić         | C     | 22 maggio 1995    | Halkbank       |
| 6  | Arda Bostan         | P     | 13 gennaio 2002   | Akkuş          |
| 7  | Emre Savaş          | C     | 7 marzo 1995      | Fenerbahçe     |
| 8  | Burutay Subaşı      | S     | 15 luglio 1990    | Arkas          |
| 9  | Efe Mandıracı       | S     | 1º aprile 2002    | Arkas          |
| 10 | Arslan Ekşi         | P     | 17 luglio 1985    | Ziraat Bankası |
| 12 | Adis Lagumdžija     | O     | 29 marzo 1999     | Lube           |
| 14 | Faik Güneş          | C     | 27 maggio 1993    | Ziraat Bankası |
| 15 | Mirza Lagumdžija    | S     | 18 maggio 2001    | Arkas          |
| 17 | Murat Yenipazar     | P     | 23 settembre 1993 | Fenerbahçe     |
| 20 | Efe Bayram          | S     | 1º marzo 2002     | Cisterna       |
| 30 | Yasin Aydın         | S     | 11 luglio 1995    | Develi         |
| 40 | Yiğit Aslan         | S     | 28 maggio 2005    | Hatay BB       |
| 53 | Volkan Döne         | L     | 19 febbraio 1987  | Halkbank       |
| 77 | Bedirhan Bülbül     | C     | 29 luglio 1999    | Ziraat Bankası |
| 80 | Beytullah Hatipoğlu | L     | 24 febbraio 1992  | Galatasaray    |

## Risultati

### Competizioni FIVB
| 1949 | non qualificata | -            |
| 1952 | non qualificata | -            |
| 1956 | 22º posto       | Convocazioni |
| 1960 | non qualificata | -            |
| 1962 | non qualificata | -            |
| 1966 | non qualificata | -            |
| 1970 | non qualificata | -            |
| 1974 | non qualificata | -            |
| 1978 | non qualificata | -            |
| 1982 | non qualificata | -            |
| 1986 | non qualificata | -            |
| 1990 | non qualificata | -            |
| 1994 | non qualificata | -            |
| 1998 | 19º posto       | Convocazioni |
| 2002 | non qualificata | -            |
| 2006 | non qualificata | -            |
| 2010 | non qualificata | -            |
| 2014 | non qualificata | -            |
| 2018 | non qualificata | -            |
| 2022 | 11º posto       | Convocazioni |

| 2018 | non qualificata | -            |
| 2019 | non qualificata | -            |
| 2021 | non qualificata | -            |
| 2022 | non qualificata | -            |
| 2023 | non qualificata | -            |
| 2024 | 16º posto       | Convocazioni |
| 2025 | 17º posto       | Convocazioni |

| 1965 | non qualificata | -            |
| 1969 | non qualificata | -            |
| 1977 | non qualificata | -            |
| 1981 | non qualificata | -            |
| 1985 | non qualificata | -            |
| 1989 | non qualificata | -            |
| 1991 | non qualificata | -            |
| 1995 | non qualificata | -            |
| 1999 | non qualificata | -            |
| 2003 | non qualificata | -            |
| 2007 | non qualificata | -            |
| 2011 | non qualificata | -            |
| 2015 | non qualificata | -            |
| 2019 | non qualificata | -            |
| 2023 | 4º posto        | Convocazioni |

### Competizioni CEV
| 1948 | non qualificata | -            |
| 1950 | non qualificata | -            |
| 1951 | non qualificata | -            |
| 1955 | non qualificata | -            |
| 1958 | 12º posto       | Convocazioni |
| 1963 | 11º posto       | Convocazioni |
| 1967 | non qualificata | -            |
| 1971 | non qualificata | -            |
| 1975 | non qualificata | -            |
| 1977 | non qualificata | -            |
| 1979 | non qualificata | -            |
| 1981 | non qualificata | -            |
| 1983 | non qualificata | -            |
| 1985 | non qualificata | -            |
| 1987 | non qualificata | -            |
| 1989 | non qualificata | -            |
| 1991 | non qualificata | -            |
| 1993 | non qualificata | -            |
| 1995 | non qualificata | -            |
| 1997 | non qualificata | -            |
| 1999 | non qualificata | -            |
| 2001 | non qualificata | -            |
| 2003 | non qualificata | -            |
| 2005 | non qualificata | -            |
| 2007 | 15º posto       | Convocazioni |
| 2009 | 13º posto       | Convocazioni |
| 2011 | 11º posto       | Convocazioni |
| 2013 | 14º posto       | Convocazioni |
| 2015 | non qualificata | -            |
| 2017 | 11º posto       | Convocazioni |
| 2019 | 12º posto       | Convocazioni |
| 2021 | 10º posto       | Convocazioni |
| 2023 | 13º posto       | Convocazioni |

| 2004 | 5º posto        | Convocazioni |
| 2005 | 4º posto        | Convocazioni |
| 2006 | 4º posto        | Convocazioni |
| 2007 | 5º posto        | Convocazioni |
| 2008 | 3º posto        | Convocazioni |
| 2009 | 5º posto        | Convocazioni |
| 2010 | 3º posto        | Convocazioni |
| 2011 | 11º posto       | Convocazioni |
| 2012 | 2º posto        | Convocazioni |
| 2013 | 4º posto        | Convocazioni |
| 2014 | 8º posto        | Convocazioni |
| 2015 | 6º posto        | Convocazioni |
| 2016 | non qualificata | -            |
| 2017 | non qualificata | -            |
| 2018 | 3º posto        | Convocazioni |
| 2019 | 1º posto        | Convocazioni |
| 2021 | 1º posto        | Convocazioni |
| 2022 | 2º posto        | Convocazioni |
| 2023 | 1º posto        | Convocazioni |
| 2023 | non qualificata | -            |

### Competizioni zonali
| 2015 | 5º posto | Convocazioni |

### Competizioni estinte
| 1990 | non qualificata | -            |
| 1991 | non qualificata | -            |
| 1992 | non qualificata | -            |
| 1993 | non qualificata | -            |
| 1994 | non qualificata | -            |
| 1995 | non qualificata | -            |
| 1996 | non qualificata | -            |
| 1997 | non qualificata | -            |
| 1998 | non qualificata | -            |
| 1999 | non qualificata | -            |
| 2000 | non qualificata | -            |
| 2001 | non qualificata | -            |
| 2002 | non qualificata | -            |
| 2003 | non qualificata | -            |
| 2004 | non qualificata | -            |
| 2005 | non qualificata | -            |
| 2006 | non qualificata | -            |
| 2007 | non qualificata | -            |
| 2008 | non qualificata | -            |
| 2009 | non qualificata | -            |
| 2010 | non qualificata | -            |
| 2011 | non qualificata | -            |
| 2012 | non qualificata | -            |
| 2013 | non qualificata | -            |
| 2014 | 22º posto       | Convocazioni |
| 2015 | 25º posto       | Convocazioni |
| 2016 | 16º posto       | Convocazioni |
| 2017 | 23º posto       | Convocazioni |

| 2018 | non qualificata | -            |
| 2019 | 4º posto        | Convocazioni |
| 2022 | 2º posto        | Convocazioni |
| 2023 | 1º posto        | Convocazioni |
| 2024 | non qualificata | -            |